# Megalonitis bohemani
Megalonitis bohemani là một loài bọ cánh cứng trong họ Bọ hung (Scarabaeidae).